# Максимович, Всеволод Николаевич
Все́волод Максимо́вич (1894 — 24 апреля (7 мая) 1914) — художник-авангардист начала XX века.

## Биография
Родился в Полтаве.

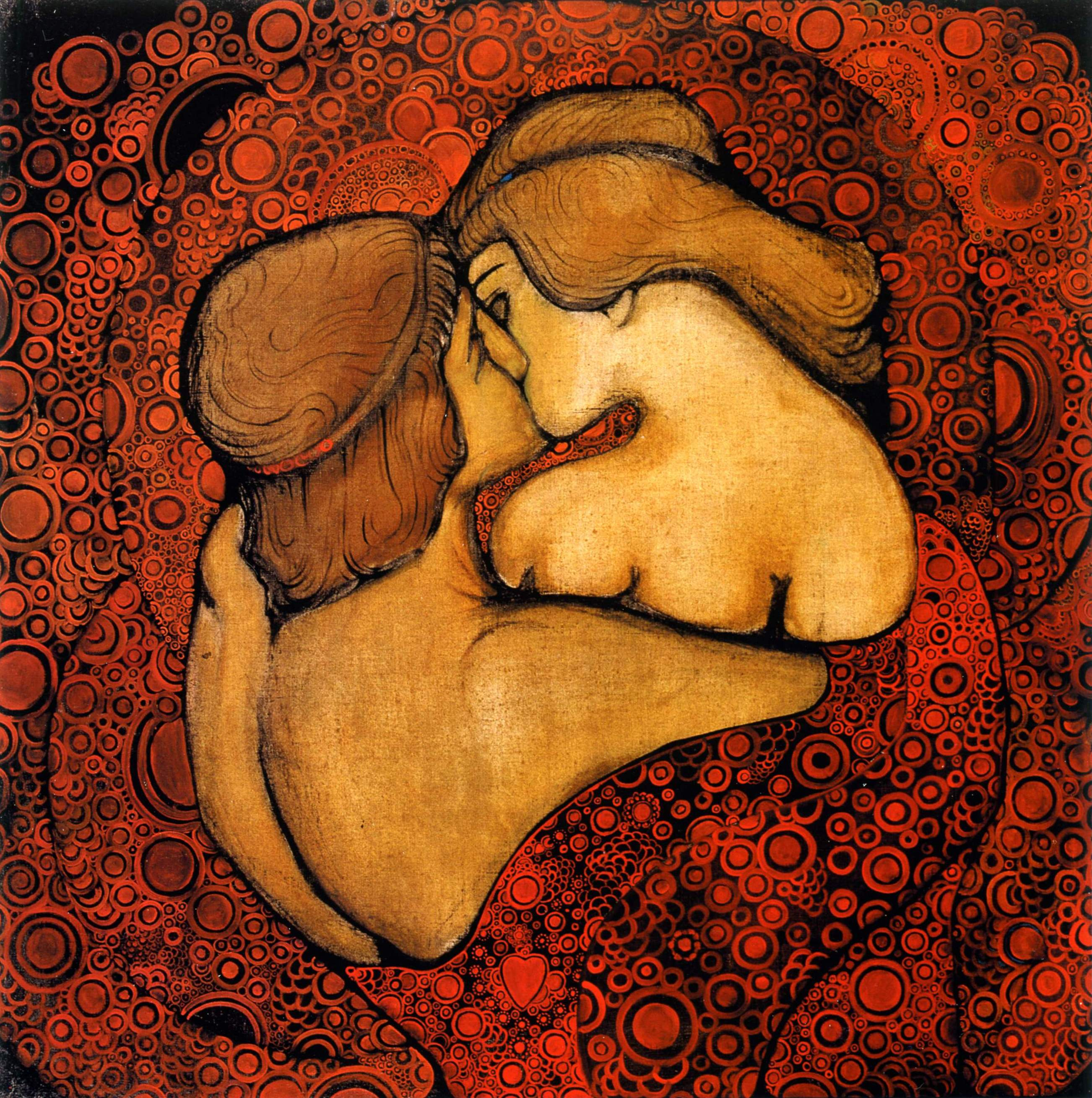
Всеволод Максимович «Поцелуй», 1913

Из Полтавы уехал в Москву, где продолжил учёбу в студии известного архитектора Ивана Рерберга, профессора Училища живописи, ваяния и зодчества, благодаря которому увлёкся символизмом и творчеством Врубеля. В Москве Всеволод познакомился с Михаилом Ларионовым, Велимиром Хлебниковым, Василием Каменским, Константином Большаковым, сёстрами Синяковыми и другими художниками и поэтами-футуристами.
Всеволод Максимович состоялся как яркий и самобытный художник, один из самых заметных украинских представителей стиля модерн. Расцвет его творчества приходится на период с 1912 по 1914 годы, когда им были сотворены наиболее выдающиеся работы — гигантские панно, в которых ощутимо влияние ар-нуво Обри Бердслея. В своих картинах Всеволод Максимович использовал огромное количество художественных приёмов. Самыми важными образами для него были образы античности. Его картины воссоздают архаический культ плодородности. На них — многочисленные гирлянды из растительных узоров, которыми оплетены персонажи, похожие на олимпийских богатырей. В работах Максимовича прослеживается манера филигранного письма Обри Бердслея, Юлиуса Дитца, Томаса Теодора Гейне и Константина Сомова, а также их московских последователей — Н. Феофилактова и В. Милиоти. В них также угадывается влияние традиций Императорской академии художеств, где молодой художник познакомился с произведениями российских, украинских и польских мастеров — таких как Степан Бакалович, Вильгельм Котарбинский, Генрих Семирадский и их последователей И. Бродского, Ф. Кричевского и И. Мясоедова.
Максимович был членом художественно-философского объединения «Сад богов», которое возглавлял художник Иван Мясоедов, учитель Максимовича. Всеволод Максимович вёл богемный образ жизни, употреблял наркотики и алкоголь. В 1914 году он сыграл главную роль в авангардном фильме «Драма в кабаре футуристов». Вскоре после этого он покончил жизнь самоубийством. Скорее всего, причиной, толкнувшей художника на такой шаг, стал провал его персональной выставки в Москве. По другой версии самоубийство вызвала несчастливая любовь. 
Запись о смерти молодого художника обнаружена в метрической книге Марие-Магдалининской церкви при 1ой градской больнице Москвы: «24 апреля 1914 года сын Дворянина Полтавской губернии Всеволод Николаевич Максимович умер в возрасте 19 лет от отравления. 27 апреля того же года похоронен на Ваганьковском кладбище».
Долгие годы после смерти художника его работы оставались малоизвестны. 
Новое открытие самобытного творчества Всеволода Максимовича и всплеск интереса к нему произошли благодаря выставке «Перекрестки: модернизм на Украине, 1910—1930», которая проходила в 2007 году в Чикагском культурном центре.

## Галерея

Живопись Всеволода Максимовича 1912—14 годов
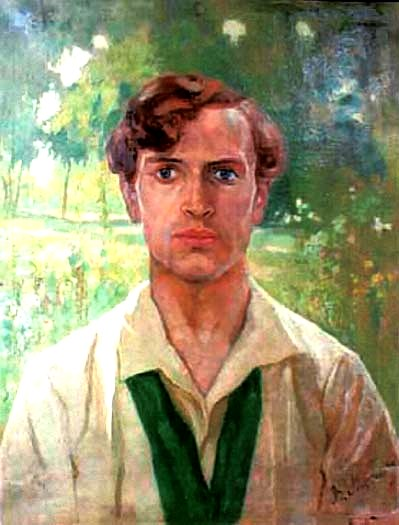
Мужской портрет, 1912
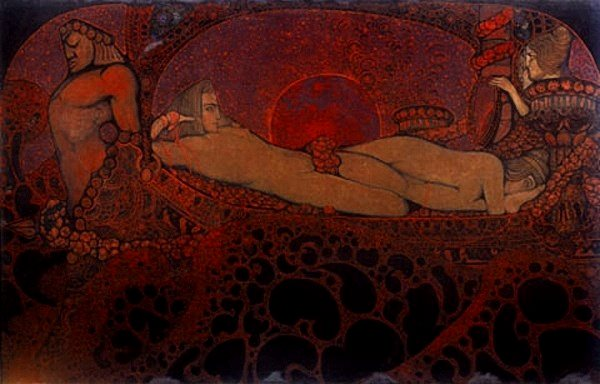
«Аргонавты», 1914
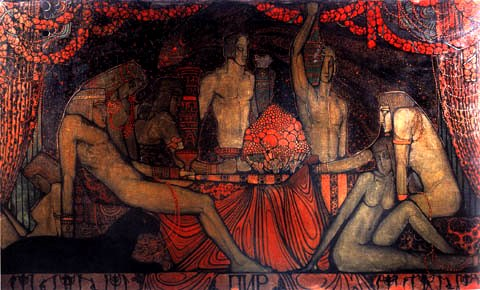
«Пир», 1914
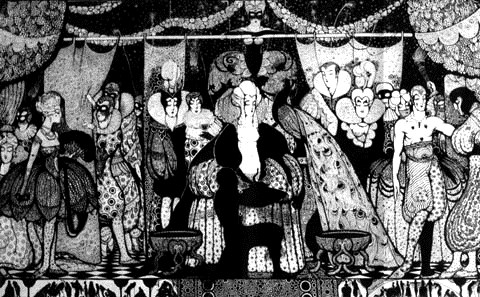
«Карнавал», 1913
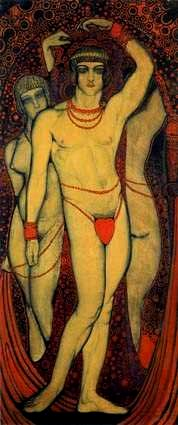
«Нудизм», 1914
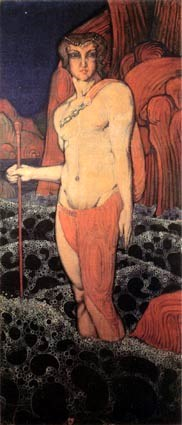
«Тритон»